# Semper idem
Il motto latino semper idem (lett. "Sempre lo stesso") è di matrice classica e scritturistica, e sta a significare la coerenza di una persona dall'inizio alla fine della vita.
Era il motto del cardinale Alfredo Ottaviani, noto per il suo rigore e per aver incarnato la tradizione più forte della Chiesa cattolica.